# Глюконат кальция
Глюкона́т ка́льция (разг. глюкона́т; лат. Calcii gluconas) — химическое соединение, кальциевая соль глюконовой кислоты, в медицине в основном используется в качестве минеральной добавки при гипокальциемии.

## Физические свойства
Порошок белого цвета зернистый или кристаллический. Растворим в воде, практически нерастворим в спирте и эфире. Содержит до 9 % кальция.

## Фармакологическое действие
Препарат Ca2+, восполняет дефицит Ca2+, необходимого для осуществления процесса передачи нервных импульсов, сокращения скелетных и гладких мышц, деятельности миокарда, формирования костной ткани, свертывания крови.

## Показания
- Заболевания, сопровождающиеся гипокальциемией, повышением проницаемости клеточных мембран (в том числе сосудов), нарушением проведения нервных импульсов в мышечной ткани.
- Гипопаратиреоз (латентная тетания, остеопороз), нарушения обмена витамина D: рахит (спазмофилия, остеомаляция), гиперфосфатемия у больных ХПН.
- Повышенная потребность в Ca2+ (беременность, период лактации, период усиленного роста организма), недостаточное содержание Ca2+ в пище, нарушение его обмена (в постменопаузном периоде).
- Усиленное выведение Ca2+ (длительный постельный режим, хроническая диарея, вторичная гипокальциемия на фоне длительного приёма диуретиков и противоэпилептических ЛС, ГКС).
- Кровотечения различной этиологии; аллергические заболевания (сывороточная болезнь), крапивница, лихорадочный синдром, зуд, зудящие дерматозы, реакции на введение ЛС и приём пищевых продуктов, ангионевротический отёк; бронхиальная астма, дистрофические алиментарные отёки, лёгочный туберкулёз, свинцовые колики; эклампсия.
- Отравление солями Mg2+, щавелевой и плавиковой кислотами и их растворимыми солями (при взаимодействии с кальция глюконатом образуются нерастворимые и нетоксичные кальция оксалат и кальция фторид).
- Паренхиматозный гепатит, токсические поражения печени, нефриты, гиперкалиемическая форма пароксизмальной миоплегии.

## Противопоказания
- Гиперчувствительность, гиперкальциемия (концентрация Ca2+ должна не превышать 12 мг% = 6 мЭкв/л), выраженная гиперкальциурия, нефроуролитиаз (кальциевый), саркоидоз, одновременный приём сердечных гликозидов (риск возникновения аритмий). C осторожностью.
- Дегидратация, электролитные нарушения (риск развития гиперкальциемии), диарея, синдром мальабсорбции, кальциевый нефроуролитиаз (в анамнезе), незначительная гиперкальциурия, умеренная ХПН, ХСН, распространённый атеросклероз, гиперкоагуляция, для в/м введения — детский возраст (риск возникновения некрозов).

## Побочные действия
- При приёме внутрь — запоры, раздражение слизистой оболочки ЖКТ.
- При в/м и в/в введении — тошнота, рвота, диарея, брадикардия.
- При в/в введении — жжение в полости рта, ощущение жара, при быстром в/в введении — снижение АД, аритмия, обморок.

## Передозировка
Гиперкальциемия, для её устранения вводят 5-10 МЕ/кг/сут кальцитонин (разведя его в 0,5 л 0,9 % раствора NaCl). Длительность введения 6 ч.

## Способ применения и дозы
- Внутрь, в/в, в/м.
- Внутрь, перед приемом пищи или через 1-1,5 ч после приема, взрослым — 1-3 г 2-3 раза в день. Детям до 1 года — по 0,5 г; 2-4 лет — 1 г; 5-6 лет — 1-1,5 г; 7-9 лет — 1,5-2 г; 10-14 лет — 2-3 г; кратность приема — 2-3 раза в день. В/м, в/в медленно (в течение 2-3 мин) или капельно, взрослым — 5-10 мл 10 % раствора ежедневно, через день или через 2 дня (в зависимости от характера заболевания и состояния больного). Детям — в/в медленно (в течение 2-3 мин) или капельно, в зависимости от возраста, от 1 до 5 мл 10 % раствора каждые 2-3 дня. Раствор перед введением согревают до температуры тела. Шприц для введения кальция глюконата не должен содержать остатки этанола (во избежание выпадения кальция глюконата в осадок).

Острой гиперкальциемии свойственны слабость, полидипсия, полиурия, тошнота, рвота, повышение АД, сменяющееся при развитии дегидратации гипотонией и далее коллапсом, заторможенность и ступор. При хронической гиперкальциемии неврологическая симптоматика выражена не так резко. Полиурия и как следствие полидипсия развиваются из-за снижения концентрационной способности почек вследствие нарушения активного транспорта натрия, протекающего при участии Na-K-АТФазы, из восходящего колена петли нефрона в интерстиций и вымывания натрия из медуллы, в результате чего снижается кортико-медуллярный градиент натрия и нарушается реабсорбция осмотически свободной воды. Одновременно снижается проницаемость дистальных канальцев и собирательных трубочек для воды. Уменьшение объема внеклеточной жидкости усиливает реабсорбцию бикарбоната и способствует развитию (...?)

## Особые указания
Больным с незначительной гиперкальциурией, снижением клубочковой фильтрации или с нефроуролитиазом в анамнезе назначение должно проводиться под контролем концентрации Ca2+ в моче. Для снижения риска развития нефроуролитиаза рекомендуется обильное питьё.

## Взаимодействие
- Фармацевтически несовместим с этанолом, карбонатами, салицилатами, сульфатами (образует нерастворимые или труднорастворимые соли Ca2+).
- Образует нерастворимые комплексы с антибиотиками тетрациклинового ряда (снижает антибактериальный эффект).
- Уменьшает эффект БМКК (в/в введение кальция глюконата до или после верапамила уменьшает его гипотензивное действие).
- При одновременном применении с хинидином возможно замедление внутрижелудочковой проводимости и повышение токсичности хинидина.
- Во время лечения сердечными гликозидами парентеральное применение кальция глюконата не рекомендуется (возможно усиление кардиотоксического действия гликозидов). Замедляет абсорбцию тетрациклинов, дигоксина, пероральных препаратов Fe (интервал между их приёмами должен быть не менее 2 ч).
- При сочетании с тиазидовыми диуретиками может усиливать гиперкальциемию, снижать эффект кальцитонина при гиперкальциемии, снижает биодоступность фенитоина.

## Дополнительно
- Таблетки кальция глюконата отпускаются без рецепта врача.
- Кальция глюконат в растворе для инъекций отпускается по рецепту врача.

## Опыт «фараонова змея»
При термическом разложении таблеток глюконата кальция образуются т. н. «Фараоновы змеи», состоящие из хрупких продуктов сгорания.